# Drassodes cupreus
Drassodes cupreus es una especie de araña araneomorfa del género Drassodes, familia Gnaphosidae. La especie fue descrita científicamente por Blackwall en 1834.
La longitud del cuerpo del macho es de 8-19 milímetros y de la hembra 9-15 milímetros. La especie se distribuye por Europa, Cáucaso, Rusia (Europa al Lejano Oriente), Kazajistán e Irán.